# Mykyta Kononov
Mykyta Valentynovyč Kononov (in ucraino Микита Валентинович Кононов?; Dnipropetrovs'k, 22 gennaio 2003) è un calciatore ucraino, difensore dell'SK Poltava.

## Carriera

### Club
Cresciuto nel settore giovanile del Dnipro, nel 2019 si è trasferito al Dnipro-1, dove ha completato la trafila delle giovanili. Il 23 ottobre 2022 ha esordito in prima squadra, in occasione dell'incontro di Prem"jer-liha vinto per 1-0 in trasferta contro il Metalist. Quattro giorni dopo ha debuttato anche nelle competizioni europee, disputando la gara vinta per 1-0 contro l'Apollōn Limassol, valida per la fase a gironi di Conference League.

### Nazionale
Tra il 2019 e il 2020 ha fatto parte della nazionale ucraina Under-17.

## Statistiche

### Presenze e reti nei club
Statistiche aggiornate al 23 febbraio 2023.
| Stagione        | Squadra         | Campionato      | Campionato | Campionato | Coppe nazionali | Coppe nazionali | Coppe nazionali | Coppe continentali | Coppe continentali | Coppe continentali | Altre coppe | Altre coppe | Altre coppe | Totale | Totale |
| Stagione        | Squadra         | Comp            | Pres       | Reti       | Comp            | Pres            | Reti            | Comp               | Pres               | Reti               | Comp        | Pres        | Reti        | Pres   | Reti   |
| --------------- | --------------- | --------------- | ---------- | ---------- | --------------- | --------------- | --------------- | ------------------ | ------------------ | ------------------ | ----------- | ----------- | ----------- | ------ | ------ |
| 2022-2023       | Dnipro-1        | PL              | 4          | 0          |                 | -               | -               | UEL+UECL           | 0+3                | 0                  |             | -           | -           | 7      | 0      |
| Totale carriera | Totale carriera | Totale carriera | 4          | 0          |                 | -               | -               |                    | 3                  | 0                  |             | -           | -           | 7      | 0      |